# Aeroportul Internațional Thunder Bay
Aeroportul Internațional Thunder Bay (IATA: YQT, ICAO: CYQT) este un aeroport din Ontario, Canada ce deservește zona Thunder Bay⁠(d). Aeroportul a fost tranzitat în 2022 de 581.095 de pasageri. A fost numit după zona deservită.
Situat la o altitudine de 199 m, aeroportul dispune de o singură pistă. Este operat de Transport Canada⁠(d).